# Humberto Antonio Fabris
Humberto Antonio Fabris (26 de agosto de 1924 - 1976) foi um destacado cientista, professor universitário e botânico argentino.
Filho de imigrantes ítalo-prussianos. Seus pais, Pierina Cherbavaz e Antonio Fabris, emigraram para a Argentina em 1923, onde nasceram seus três filhos, entre eles Humberto Antonio.
Humberto estudou no Colégio Nacional de La Plata. Recebeu seu título de doutor em Ciências Naturais na Universidade Nacional de La Plata, tornando-se professor universitário e pesquisador do mundo vegetal.
Se casou com Inés Calisse e tiveram três filhos: Gerardo, Fernando e Guillermo.
Entre outros estudos, foi um especialista na família das Bignoniaceae.
Foi professor de Botânica sistemática e de Fundamentos de Botânica; presidente da "Sociedade Argentina de Botânica", autor de uma centena de trabalhos de pesquisa; vice-decano e decano da Faculdade de Ciências Naturais e Museu de La Plata.

## Algumas publicações
- El género "Adenocallymma" (Bignoniaceae) en la Argentina. Notas XIX: 93, p. 261-266, 1959.
- Flora argentina, Bignoniaceae. Rev. N. S. IX: 43, p. 273-420, 1965.
- Nuevas especies de "Gentiana" del noroeste argentino. Notas XV: 76, p. 117-126, 1950.
- Revisión del género "Proustia" (Compositae). Rev. N. S. XI: 52, p. 23-50, 1968.
- Sobre la especie argentina del género Heliocarpus. Notas XV: 77, p. 127-134, 1950.
- Una especie nueva del género Gentiana. Notas XIV: 68, p. 71-74, 1949.